# Адапа
Адапа је личност сумерско-вавилонске митологије - која представља првог човека (слично библијском Адаму), бившег полубога, син једног од главних Сумерским богова - бога мудрости, Енкија. Адапа је живео у граду Ериду, који је био дом његовог оца Енкија. Адапа се сматра једним од "седам мудраца" Абгала (Акад - Апкала), који су помогли да оснује град Сумерски Енки.
Неки извори Адапа понекад називају "Адапа У-ен", у другима га идентификују са саветником (свештеником и егзорцистом), прво краља Еридуа, епског Алулима.

## Мит о изгубљеној бесмртности
Једном док је Адапа пецао на своме броду, ухватила га је олуја која је потопила брод. Том приликом Адапа је проклео богињу ветра Нинлил. Главни сумерски бог Енки, његов отац, је због тога био љут на Адапа и позвао га да јој затражи опроштај, обучен у прње, и поручио му да при томе ништа не једе нити пије, да не би био отрован.
Међутим, Ану је не само опростила Адапу, већ му великодушно нуди хлеб и воду вечног живота. Али Адапа, сећајући очевог савета, то одбија, због чега Ану враћа Адапа назад на земљу. Тако је Адапа пропустио прилику да постане бесмртан. Овај мит у много чему подсећа на библијску причу о првом човеку Адаму, његовом губитку бесмртности и протеривању из раја.